# Die Autofalle von Las Vegas
Die Autofalle von Las Vegas (Originaltitel: Highway Dragnet) ist ein film noir-B-Film aus dem Jahr 1954, der von Nathan Juran nach einer Story von U.S. Andersen und Roger Corman inszeniert wurde. Hauptdarsteller sind Richard Conte, Joan Bennett und Wanda Hendrix. Es handelt sich um den ersten Spielfilm unter Beteiligung von Roger Corman, der neben seiner Drehbuchbeteiligung auch als Aufnahmeleiter beteiligt war.

## Handlung
Der ehemalige Sergeant Jim Henry besucht in Las Vegas seinen Kameraden aus dem Koreakrieg, Paul. In einem Casino fällt ihm das Ex-Model Terry Smith auf, in deren Armen er am Abend landet. Am nächsten Morgen wird Jim von Polizeileutnant Joe White Eagle festgenommen, der ihn mit der in einem Apartment erwürgten Terry konfrontiert.
White Eagle hält Jim für schuldig, weist aber auf Paul als möglichen Alibigeber hin; dieser ist nicht auffindbar – er arbeitet inkognito als Agent der Armee. In Panik schnappt Jim sich den Dienstrevolver eines Polizisten und entkommt in einem Streifenwagen. Auf dem Highway 91 biegt Jim von der Straße ab und verlässt das Polizeiauto; er hilft zwei Frauen, die versuchen, ihr kaputtes Auto zu starten. Es handelt sich um die Magazinfotografin Mrs. H. G. Cummings und das Model Susan Willis. Nachdem Jim ihr Auto repariert hat, bieten ihm die Damen eine Mitfahrgelegenheit an. Jim bleibt bei ihnen. Derweil errichtet die Polizei Straßensperren.
Susan sieht in einer Zeitung Jims Foto und wird von Mrs. Cummings daran gehindert, die Polizei zu rufen, indem sie erklärt, bei Terry Smith handle es sich um den Seitensprung ihres Mannes. Als Jim trotzdem erkannt wird, nimmt er die beiden Frauen als Geiseln, stiehlt ein Auto und durchbricht eine Straßensperre. Die Verfolger unter Führung von Lt. White Eagle und anderen Einheiten durch die Wüste sind noch entfernt, als sich bei einem Stopp wegen des Sandes für die Frauen – hin- und hergerissen zwischen Furcht und Unschuldsvermutung – eine Gelegenheit bietet, sich Jims zu entledigen. Später, nachdem er sein teilweise überflutetes Haus am Salton Sea erreicht hat, fordert er die Frauen auf, jetzt zu gehen, doch Susan beschließt zu bleiben, da sie sich in ihn verliebt hat.
In seinem Haus findet Jim eine Notiz von Paul; als Lt. White Eagle das Haus erreicht, wird er von Mrs. Cummings angeschossen. Sie flieht, verfolgt von Jim, und gesteht, als sie im Treibsand steckenbleibt, den Mord an ihrer Nebenbuhlerin. Jim und Susan können nach dem Eintreffen des verwundeten White Eagle Hand in Hand den Schauplatz verlassen.

## Produktion
Corman erzählte, dass er die Geschichte während eines Ausflugs zum Salton Sea entwickelte. „Der Salton Sea tritt in der Wüste über seine Ufer, und ich sah all diese alten Häuser, die verlassen waren. Die ersten Stockwerke waren überflutet, und ich dachte, es wäre ein großartiger Höhepunkt für einen Film – eine Art Verfolgungsjagd durch die Wüste und eine Schießerei im überfluteten Haus. Also begann ich mit dem Höhepunkt des Films und arbeitete mich von dort zurück, um meine Geschichte zu erstellen.“ Teile des Films wurden im Coachella Valley, Kalifornien, gedreht. Die Drehzeit betrug etwa 10 Tage.
Damals bei der Dick Hyland Agency angestellt, verkaufte Roger Corman seine erste Filmstory „The House by the Sea“ an Allied Artists für $3,500. Allied Artists änderten den Titel im Original zu Highway Dragnet, um damit am Erfolg der Fernsehserie Dragnet teilhaben zu können. Er schloss sich der Produktion als unbezahlter Mitarbeiter an und erhielt Erwähnungen als Autor und Aufnahmeleiter.
Nachdem der Film „ganz gut lief“, entschloss sich Corman, seine Zukunft dem Kinofilm zu widmen. Er verwendete die erzielten Gewinne zur Produktion seines ersten eigenen Films, Monster from the Ocean Floor.

## Rezeption
The New York Times nannte den Film einen „zweitklassigen ‘whodunnit’“. Das Lexikon des Internationalen Films sah einen „Kriminalfilm mit einem schwach konstruierten Drehbuch, das Spannung durch eine Aneinanderreihung unglaubwürdiger Zufälle zu erzielen sucht.“